# Primera Regional de Navarra 1968-69
La temporada 1968-69 de Primera Regional de Navarra es cuarto nivel de las Ligas de fútbol de España para los clubes de Navarra y La Rioja, por debajo de la Tercera División de España

## Sistema de competición
Los 16 equipos en un único grupo, que se enfrentan a doble vuelta, una vez en casa y otra en el campo del equipo rival, todos contra todos.
El primer clasificado ascendió directamente. 
Los puestos de descenso directo son variables, dependiendo de los descensos desde Tercera División de equipos riojanos y navarros. El número de equipos que descendieron directamente a Segunda Regional fue de uno.

## Clasificación[1]
| Pos. | Equipo                       | Pts. | PJ | G  | E  | P  | GF | GC  | Dif. |                             |
| ---- | ---------------------------- | ---- | -- | -- | -- | -- | -- | --- | ---- | --------------------------- |
| 1    | C. D. Iruña (C, A)           | 48   | 30 | 21 | 6  | 3  | 78 | 31  | +47  | Ascenso a Tercera           |
| 2    | C. Haro Deportivo            | 42   | 30 | 18 | 6  | 6  | 71 | 35  | +36  |                             |
| 3    | C. Peña Sport                | 39   | 30 | 15 | 9  | 6  | 51 | 33  | +18  |                             |
| 4    | C. D. Arnedo                 | 34   | 30 | 13 | 8  | 9  | 78 | 49  | +29  |                             |
| 5    | C. D. Logroñés Promesas      | 34   | 30 | 13 | 8  | 9  | 61 | 47  | +14  |                             |
| 6    | C. D. Mirandés               | 33   | 30 | 12 | 9  | 9  | 55 | 38  | +17  |                             |
| 7    | A. D. San Juan               | 33   | 30 | 13 | 7  | 10 | 43 | 39  | +4   |                             |
| 8    | Náxara C. D.                 | 32   | 30 | 12 | 8  | 10 | 49 | 43  | +6   |                             |
| 9    | C. Atlético Osasuna Promesas | 30   | 30 | 11 | 8  | 11 | 59 | 50  | +9   |                             |
| 10   | Peña Balsamaiso C. F.        | 28   | 30 | 10 | 8  | 12 | 51 | 47  | +4   |                             |
| 11   | C. D. Azkoyen                | 28   | 30 | 9  | 10 | 11 | 32 | 41  | −9   |                             |
| 12   | C. D. La Calzada             | 25   | 30 | 10 | 5  | 15 | 44 | 49  | −5   |                             |
| 13   | C. D. Izarra                 | 25   | 30 | 8  | 9  | 13 | 45 | 54  | −9   |                             |
| 14   | C. D. Alfaro                 | 25   | 30 | 10 | 5  | 15 | 49 | 62  | −13  |                             |
| 15   | C. D. Oberena Junior         | 24   | 30 | 7  | 10 | 13 | 40 | 46  | −6   |                             |
| 16   | C. D. Falcesino (D)          | 0    | 30 | 0  | 0  | 30 | 21 | 163 | −142 | Descenso a Segunda Regional |

 Fuente: Fútbol Regional